# Slepaja ptica
Slepaja ptica (Слепая птица) è un film del 1963 diretto da Boris Genrichovič Dolin.